# Java Agent Development Framework
Java Agent Development Framework (JADE) is een vrij softwareplatform geschreven in Java voor de ontwikkeling van agenten. Met het platform kunnen agenten ontwikkeld worden die voldoen aan de standaarden die opgesteld zijn door FIPA. Het bevat een implementatie van FIPA-ACL, een taal voor het opstellen van berichten voor onderlinge communicatie tussen agenten.
JADE is vrijgegeven onder de GNU Lesser General Public License (LGPL). Het JADE-platform wordt ook gebruikt als basisplatform waar andere systemen bovenop worden geïmplementeerd, zoals 2APL en Jadex.

## Architectuur
De agenten in het JADE-platform bevinden zich in een of meerdere containers. Deze containers bevinden zich op dezelfde computer of ze zijn verspreid over meerdere computers. Samen vormen deze containers een 'platform'. Elk platform dient ook een Main Container te bevatten waarin twee speciale agenten zich bevinden, namelijk de AMS en DF:
- Agent Management System (AMS): Deze agent beheert het platform en kan onder andere nieuwe agenten opstarten en afsluiten, nieuwe containers aanmaken of het gehele platform afsluiten.
- Directory Facilitator (DF): Deze agent biedt een overzicht aan van de diensten die agenten aanbieden zodat agenten elkaar kunnen vinden door te zoeken op de dienst die ze nodig hebben.